# Jozef Tomko
Jozef Tomko (11 tháng 3 năm 1924 - 8 tháng 8 năm 2022) là Hồng y người Slovakia của Giáo hội Công giáo.  Ông từng là Tổng trưởng Thánh bộ Truyền giáo cho các Dân tộc từ năm 1985 đến 2001, và được nâng lên Hồng y vào năm 1985.

## Cuộc đời
Jozef Tomko sinh ngày 11 tháng 3 năm 1924 tại Udavské, gần Humenné, thuộc Tiệp Khắc (nay là một phần của Cộng hòa Slovakia). Năm 1943 ông học thần học tại Bratislava, và đã được gửi đến Roma để nghiên cứu tại Đại học Giáo hoàng Gregorian, ông lấy bằng tiến sĩ thần học và giáo luật tại đây. Jozef Tomko được Tổng giám mục Luigi Traglia truyền chức linh mục vào ngày 12 tháng 3 năm 1949 tại St. John Lateran.
Ông tiếp tục học tại Đại học Lateran và Gregorian trong khi làm công việc mục vụ ở Rome và Porto e Santa Rufina cho đến năm 1979. Từ năm 1950 đến năm 1965, ông giữ chức phó hiệu trưởng và sau đó là hiệu trưởng Trường Cao đẳng Giáo hoàng Nepomucenum.  Ông cũng giảng dạy tại Đại học Quốc tế Pro Deo từ năm 1955 đến năm 1956. Trong thời kỳ này, Đức Ông Jozef Tomko đã tích cực tham gia vào việc thành lập Viện Các Thánh Cyril và Methodius của Slovakia tại Rôma. Ông đã nhiều lần đến thăm các cộng đồng người Slovakia ở Mỹ, Canada và các nước châu Âu khác nhau. Trong nhiều thập kỷ, Tomko đã thường xuyên nói chuyện với người Công giáo Slovakia qua Đài phát thanh Vatican và trong những năm gần đây cũng qua kênh truyền hình Công giáo Lux.
Tomko được nâng lên cấp bậc Cơ mật viện vào ngày 5 tháng 12 năm 1959, và gia nhập Giáo triều Rôma vào năm 1962, với tư cách là phụ tá trong Bộ phận Kiểm duyệt Sách của Thánh bộ Giáo lý Đức tin. Trong Công đồng Vatican II (1962-1965), ông làm cố vấn cho Bộ Giáo lý Đức tin và sau đó trở thành thành viên của Ủy ban Giáo hoàng về Gia đình. Ông được bổ nhiệm là Thứ trưởng của Thánh bộ Giám mục năm 1974. Ông là giáo sư thỉnh giảng tại Đại học Gregorian 1970-1977.
Ngày 12 tháng 7 năm 1979, Tomko được bổ nhiệm làm Tổng thư ký của Thượng Hội Đồng Giám Mục Thế giới bởi Giáo hoàng Gioan Phaolô II. Ông được chính Giáo hoàng Gioan Phaolô II tấn phong vào ngày 15 tháng 9 tại Nhà nguyện Sistine cùng với Đức Tổng Giám mục Eduardo Martínez Somalo và Giám mục Andrew Gregory Grutka làm phụ phong. Vào ngày 18 tháng 10 năm 1979, ông trở thành thành viên của Ủy ban Giáo hoàng về việc giải thích các sắc lệnh của Công đồng Vatican II cho cả các khu vực bầu cử tự do và bảo thủ. Ngày 24 tháng 4 năm 1985 ông là Hiệu trưởng Đại học Giáo hoàng Urbaniana.
Giáo hoàng Gioan Phaolô II đã lập ông là Hồng y đẳng Phó tế Nhà thờ Gesù Buon Pastore alla Montagnola vào ngày 25 tháng 5 năm 1985 và ông được bổ nhiệm làm Tổng trưởng Thánh bộ Truyền giáo cho các Dân tộc. Trong nhiệm kỳ của mình, Hồng y trở thành người thân tín của Giáo hoàng Gioan Phaolô II, và từng là đặc phái viên của Giáo hoàng đến một số lễ kỷ niệm và sự kiện tôn giáo ở một loạt các quốc gia khác nhau. Sau mười năm đảm nhiệm cương vị Hồng y Phó tế, ông đã được nâng lên thành Hồng y Linh mục vào ngày 29 tháng 1 năm 1996. Ông đảm nhận vai trò Tổng trưởng đến ngày 9 tháng 4 năm 2001.
Từ tháng 10 năm 2001 đến tháng 10 năm 2007, ông là Chủ tịch Ủy ban Giáo hoàng về Đại hội Thánh Thể Quốc tế và trong giai đoạn từ tháng 1 năm 2002 đến tháng 2 năm 2008, ông là thành viên Ủy ban Hồng y giám sát Viện Nghiên cứu Tôn giáo.
Ông qua đời ngày 8 tháng 8 năm 2022, hưởng thọ 98 tuổi.